# Amborompotsy
Amborompotsy est une commune urbaine malgache située dans la partie centre-ouest de la région d'Amoron'i Mania.

## Géographie
Elle est située au bord de la route nationale No. 35 de Morondava à Ivato (Ambositra) dans l'ouest de Madagascar.